# Stathmopoda pedestrella
Stathmopoda pedestrella is een vlinder uit de familie Stathmopodidae. De wetenschappelijke naam van de soort is voor het eerst geldig gepubliceerd in 1965 door Legrand.